# Mágneses dipólus-dipólus kölcsönhatás
A mágneses dipólus–dipólus kölcsönhatás, ahogy a neve is sugallja, két mágneses dipólus közötti kölcsönhatást ír le, vagy egyszerűbben fogalmazva, két mágnes között fellépő erőt.  A rendszer Hamilton-függvénye a következő:
{\displaystyle \mathbf {H} =-{\frac {\mu _{0}}{4\pi r_{jk}^{3}}}\left(3(\mathbf {m} _{j}\cdot \mathbf {e} _{jk})(\mathbf {m} _{k}\cdot \mathbf {e} _{jk})-\mathbf {m} _{j}\cdot \mathbf {m} _{k}\right)}
ahol ejk a két dipólus középpontját összekötő szakasszal párhuzamos egységvektor. Az  rjk pedig a távolság a két dipólus között.
Két kölcsönható atommag spinjére pedig a következőt irhatjuk:
{\displaystyle \mathbf {H} =-{\frac {\mu _{0}}{4\pi }}{\frac {\gamma _{j}\gamma _{k}}{r_{jk}^{3}}}\left(3(\mathbf {I} _{j}\cdot \mathbf {e} _{jk})(\mathbf {I} _{k}\cdot \mathbf {e} _{jk})-\mathbf {I} _{j}\cdot \mathbf {I} _{k}\right)}
ahol {\displaystyle \gamma _{j}}, {\displaystyle \gamma _{k}} giromágneses faktorok,  és rjk a két spin közötti távolság.

## Dipólus csatolás és NMR spektroszkópia
A dipólus–dipólus kölcsönhatás hasznos molekulaszerkezetek vizsgálatánál. Ennek a kölcsönhatásnak a mérésével megkaphatjuk az atommagok közötti távolságot, így megkaphatjuk a molekula mértani alakját is.

## Fordítás
Ez a szócikk részben vagy egészben  a   Magnetic dipole–dipole interaction című angol Wikipédia-szócikk ezen változatának fordításán alapul.  Az eredeti cikk szerkesztőit annak laptörténete sorolja fel. Ez a jelzés csupán a megfogalmazás eredetét és a szerzői jogokat jelzi, nem szolgál a cikkben szereplő információk forrásmegjelöléseként.